# فلسفه گایا
فلسفه گایا (انگلیسی: Gaia philosophy) Peter Beyer, 1998. (به نام گایا (اسطوره)، اسطوره‌شناسی یونانی ایزدبانو از زمین) اصطلاحی است فراگیر برای ارتباط دادن مفاهیمی دربارهٔ انسانیت به عنوان اثری از زندگی این سیاره.
[[فرضیه گایا] معتقد است که همه موجودات موجود در یک سیاره حیات بخش زیست‌کره را به گونه‌ای تنظیم می‌کنند که قابلیت سکونت‌پذیری آن را افزایش دهند. مفاهیم گایا ارتباطی بین بقای یک گونه (از این رو سیر فرگشت آن) و مفید بودن آن برای بقای گونه‌های دیگر ایجاد می‌کند. در حالی که تعدادی پیش‌ساز برای فرضیه گایا وجود داشت، اولین شکل علمی این ایده به عنوان [فرضیه گایا]] توسط جیمز لاولاک، شیمیدان بریتانیایی، در سال ۱۹۷۰ ارائه شد. فرضیه گایا به این مفهوم می‌پردازد. بیولوژیکی هم‌ایستایی، و ادعا می‌کند که اشکال زندگی ساکن یک سیاره میزبان همراه با محیط خود مانند یک سیستم واحد و خودتنظیم عمل کرده و عمل می‌کنند. این سیستم شامل سنگ‌های نزدیک به سطح، خاک و جو می‌باشد. امروزه بسیاری از دانشمندان چنین ایده‌هایی را بدون پشتوانه یا در تضاد با شواهد موجود می‌دانند (نگاه کنید به فرضیه گایا). این نظریه‌ها، اما در سیاست‌های سبز قابل توجه هستند.